# Eurycorypha stenophthalma
Eurycorypha stenophthalma är en insektsart som beskrevs av Lucien Chopard 1963. Eurycorypha stenophthalma ingår i släktet Eurycorypha och familjen vårtbitare. Inga underarter finns listade i Catalogue of Life.